# Tegumi
Il Tegumi (手組?) o Mutõ (武当?) è un tipo di lotta tradizionale originario dell'isola di Okinawa.
Secondo Shōshin Nagamine, nei suoi "Racconti dei Grandi Maestri di Okinawa", non ci sono accurate documentazioni storiche riguardo alle origini della lotta ad Okinawa. Come molte altre discipline lottatorie, sembra che il tegumi si sia evoluto da primitive forme di auto-difesa, costantemente adattate e migliorate con il sopraggiungere di influenze esterne.
Probabilmente, come afferma anche lo stesso Shōshin Nagamine, il tegumi era la forma originale di combattimento ad Okinawa e, una volta aggiunte le tecniche di pugno e calcio provenienti dalla Cina, divenne il progenitore del Te, dal quale è disceso il moderno karate.
Conosciuto come tegumi a Naha e come mutō a Tomari e Shuri, la lotta popolare okinawense rimase un evento ricreativo popolare fino al periodo Taishō (1912 – 1925). Ci sono poche prove di come il tegumi si sia evoluto ma il risultato era una forma dura di lotta in cui il vincitore era stabilito per sottomissione (leve, strangolamenti) o immobilizzazione. Al giorno d'oggi, il tegumi ha un ristretto numero di regole ed è praticato abbastanza largamente nell'isola.
Il folklore okinawense è pieno di riferimenti al tegumi e si ritiene che la versione isolana del sumo possa trovare le sue radici nella lotta rurale del passato.